# Morticia Addams
Morticia A. Addams, nacida Frump es el personaje ficticio de The Addams Family creada por el dibujante Charles Addams. Es la esposa de Gomez Addams y madre de Pugsley Addams y Wednesday Addams.

## Cartoons
Morticia apareció por primera vez en los dibujos animados de los periódicos de Charles Addams como la severa y distante matriarca de la familia. A menudo aparecía con el resto de la familia, y fue, junto con Gómez y la abuela, uno de los pocos miembros que realmente habló en los dibujos animados.
Cuando los personajes fueron adaptados a la serie de televisión The Addams Family (1964). Charles Addams le dio el nombre "Morticia", insinuando a la Muerte (derivada de latín mors mortis, ‘muerte’). 

## Personaje
Morticia es el corazón, reina y el alma de la familia Addams. La describen como femme fatale. Tiene piel pálida y pelo negro lacio y largo, vestidos góticos color negro para combinar con su pelo. En la versión interpretada por Anjelica Huston usa un permanente color labial rojo y tiene sin ninguna explicación una luz que solo ilumina sus ojos. Es seductora, bella eterna, encantadora y exótica, fascina fácilmente a su marido simplemente hablando francés, es elegante, culta, sofisticada y artística con tendencias musicales: canta ópera, baila el tango y toca numerosos instrumentos musicales. Morticia goza con frecuencia cortando los brotes de las rosas, los cuales desecha, guardando solamente los vástagos, también tiene una planta carnívora llamada Cleopatra a la cual le encanta alimentar con seres vivos. 
El apellido de soltera de Morticia es Frump. Tiene una hermana gemela llamada Ofelia (interpretada por la misma actriz) y su madre se llama Hester en la serie original. En la película y la serie de televisión la abuela Addams es su madre, pero en todas las demás versiones es su suegra.

## En otros medios
Morticia Addams ha sido interpretada por varias actrices:
- Carolyn Jones: Serie The Addams Family (1964), voz en The New Scooby-Doo Movies (1972; temporada 1, episodio 3), y película Halloween with the New Addams Family (1977)

- Anjelica Huston: Película The Addams Family (1991) y su secuela Addams Family Values (1993)

- Daryl Hannah: Película Addams Family Reunion (1998)

- Ellie Harvie: Serie The New Addams Family (1998)

- Charlize Theron: Película de animación por computadora The Addams Family (2019) y su secuela The Addams Family 2 (2021)

- Catherine Zeta-Jones: Serie Wednesday (2022) - adulta[2]

- Gwen Jones: Serie Wednesday (2022) - adolescente (flashbacks)